# 後宮 (暹羅)

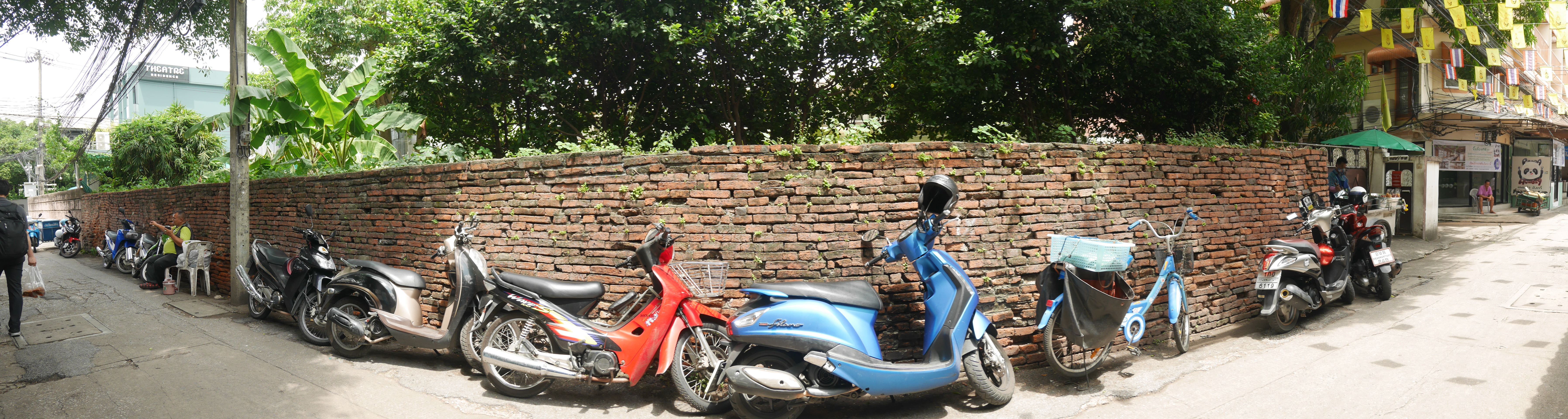
後宮遺址所在地

後宮，又稱旺朗宮（วังหลัง），是位於泰國曼谷的一座已不存在的宮殿。
後宮在拉達那哥欣時代曾是三王居住的宮殿。三王是暹羅二王的推定繼承人，在暹羅是國內第三號人物。因三王居住在後宮，因而被稱作「後宮之主」。有時候，也以「後宮」這個詞來指代三王。
事實上曾經使用後宮作為自己住所的只有阿努拉特韋一人，此後三王職位長期空缺，直至1885年這一頭銜被廢除。後宮至拉瑪三世王在位期間就被廢棄。1888年，拉瑪五世王拆毀後宮，改建為西里拉醫院。
13°45′29″N 100°29′09″E / 13.757925°N 100.485849°E